# Storängestjärnen
Storängestjärnen är en sjö i Nordmalings kommun i Ångermanland och ingår i Lögdeälven-Husåns kustområde. Storängestjärnen ligger i Kronören Natura 2000-område.